# رودخانه استور (سافولک)
رودخانه استور، سافولک (انگلیسی: River Stour, Suffolk)  رودخانه بزرگی در آنگلیای شرقی ، انگلستان است. ۴۷ مایل (۷۶ کیلومتر) طول  و بیشتر مرز شهرستان بین سافولک به شمال و اسکس در جنوب را تشکیل می دهد. از شرق کمبریج شایر سرچشمه می گیرد، به شرق هاورهیل ، از کاوندیش ، سادبری ، بورس ، نایلند ، استراتفورد سنت مری و ددهام می گذرد و در هارویچ به دریای شمال می پیوندد.